# Macchina per scrivere

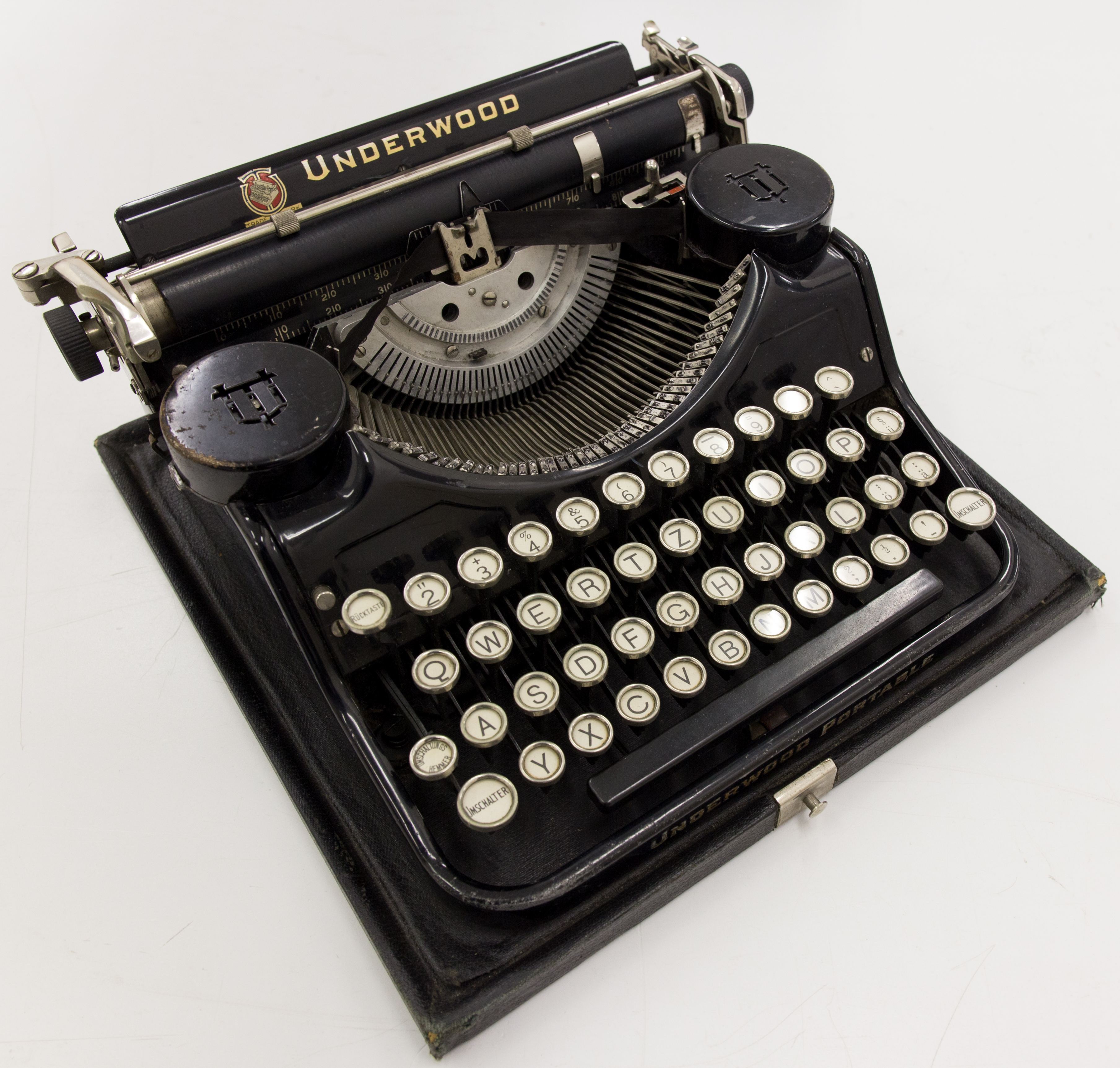
Una macchina da scrivere Underwood

La macchina per scrivere (o macchina da scrivere) è uno strumento dotato di tastiera collegata a vari dispositivi meccanici, elettrici e/o elettronici, che permettono di ottenere su un supporto, generalmente un foglio di carta, l'impressione di caratteri (lettere, numeri, segni ortografici, segni di punteggiatura, simboli vari) simili a quelli della stampa tipografica.
Nata sul finire del XIX secolo, è stata uno dei primi dispositivi di largo utilizzo per la rapida redazione di documenti in formati standardizzati. Questo strumento rivoluzionario ha cambiato il modo di scrivere di molte persone, accorciando il tempo di produzione di un articolo o di una rivista. Il suo utilizzo fece nascere una nuova professione, la dattilografia, inizialmente riservata alle donne.
Fu un elemento rivoluzionario al tempo, permettendo a chi ne facesse uso di scrivere molte più cose impiegando molto meno tempo rispetto alla tradizionale scrittura a mano o stampa. Quest'ultima richiedeva infatti macchinari grandi, complessi ed estremamente scomodi, mentre la macchina da scrivere occupava e occupa tuttora non più di un quarto di metri quadro di spazio.

## Storia

Il Cembalo scrivano di Giuseppe Ravizza

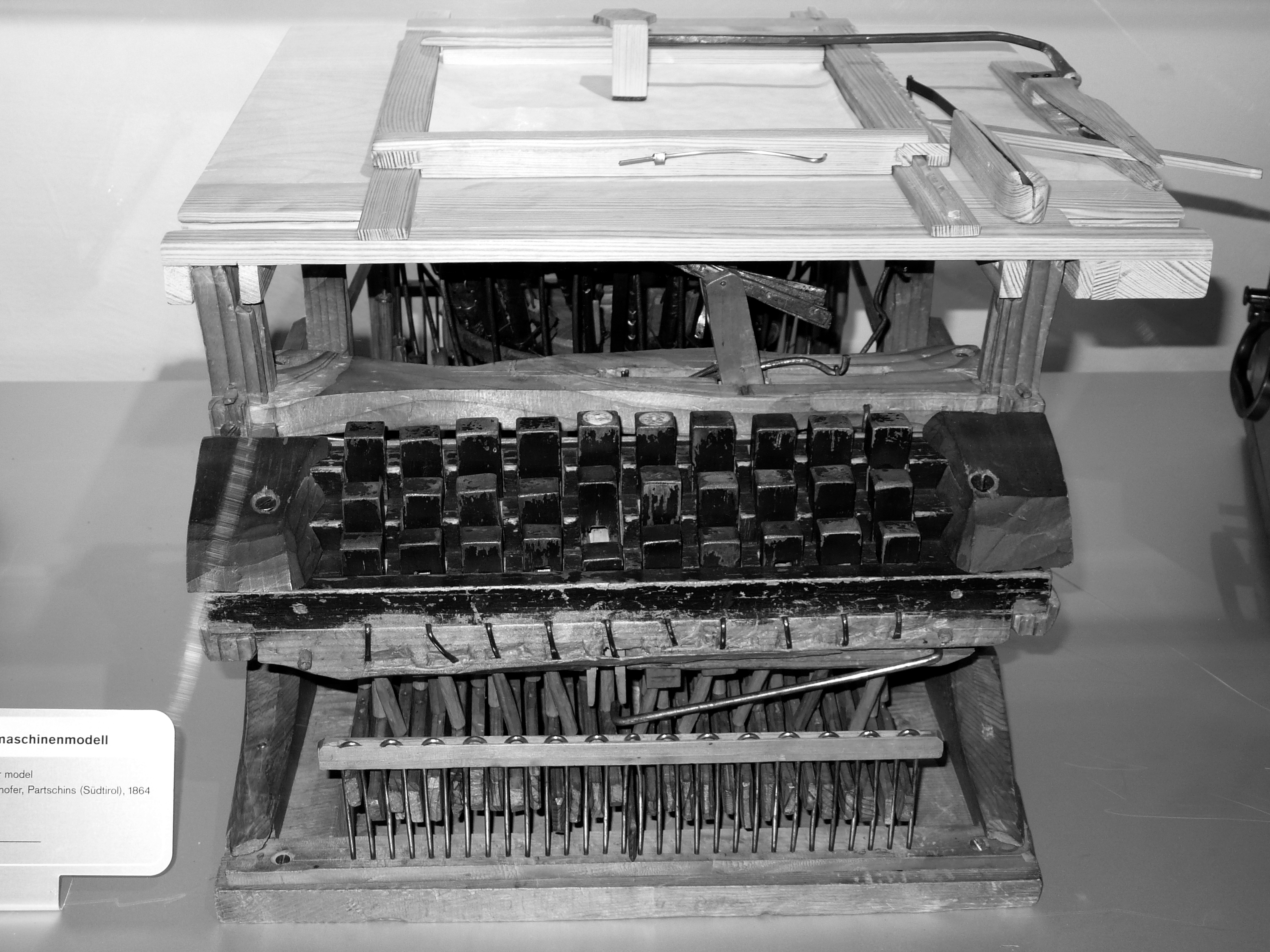
Il primo modello "Vienna 1864" costruito da Peter Mitterhofer

Sono diversi gli inventori ai quali la macchina per scrivere viene attribuita, spesso di diversa nazionalità, ma sicuramente è inequivocabile associare il precursore della macchina da scrivere, "il tacheografo", all'inventore cilavegnese Pietro Conti. Questo primo esempio di "macchina per scrivere" sarà poi il modello al quale Giuseppe Ravizza farà riferimento per la realizzazione del suo prototipo, il cembalo scrivano.
In Italia si ha notizia di una macchina per scrivere funzionante nei primi anni del XIX secolo.
Nel 1802 a Fivizzano (MS) il conte Agostino Fantoni (nipote di Giovanni Fantoni Labindo) inventò "una preziosa stamperia" e cioè una macchina per scrivere, che fu la prima o una delle prime (al mondo) a stampare in modo simile a quanto fa una moderna macchina per scrivere. "Ingegnosissima invenzione con cui si è reso caro e memorabile all'Umanità" (dalla lettera di Baldassare Vetri in Pisa 29/5/1802). Alcune di queste lettere che sembrano scritte veramente da una moderna macchina per scrivere si possono vedere e consultare presso l'Archivio di Stato di Reggio Emilia. Le lettere sono impresse con un inchiostro tipo carta carbone; quindi anche in questo esiste un primato: l'uso della prima carta carbone. Quello che è singolare è che il conte fivizzanese Agostino Fantoni inventò la macchina per la sorella Carolina diventata cieca (anche Pietro Conti, nel 1823, reclamava il suo strumento utile ai ciechi).

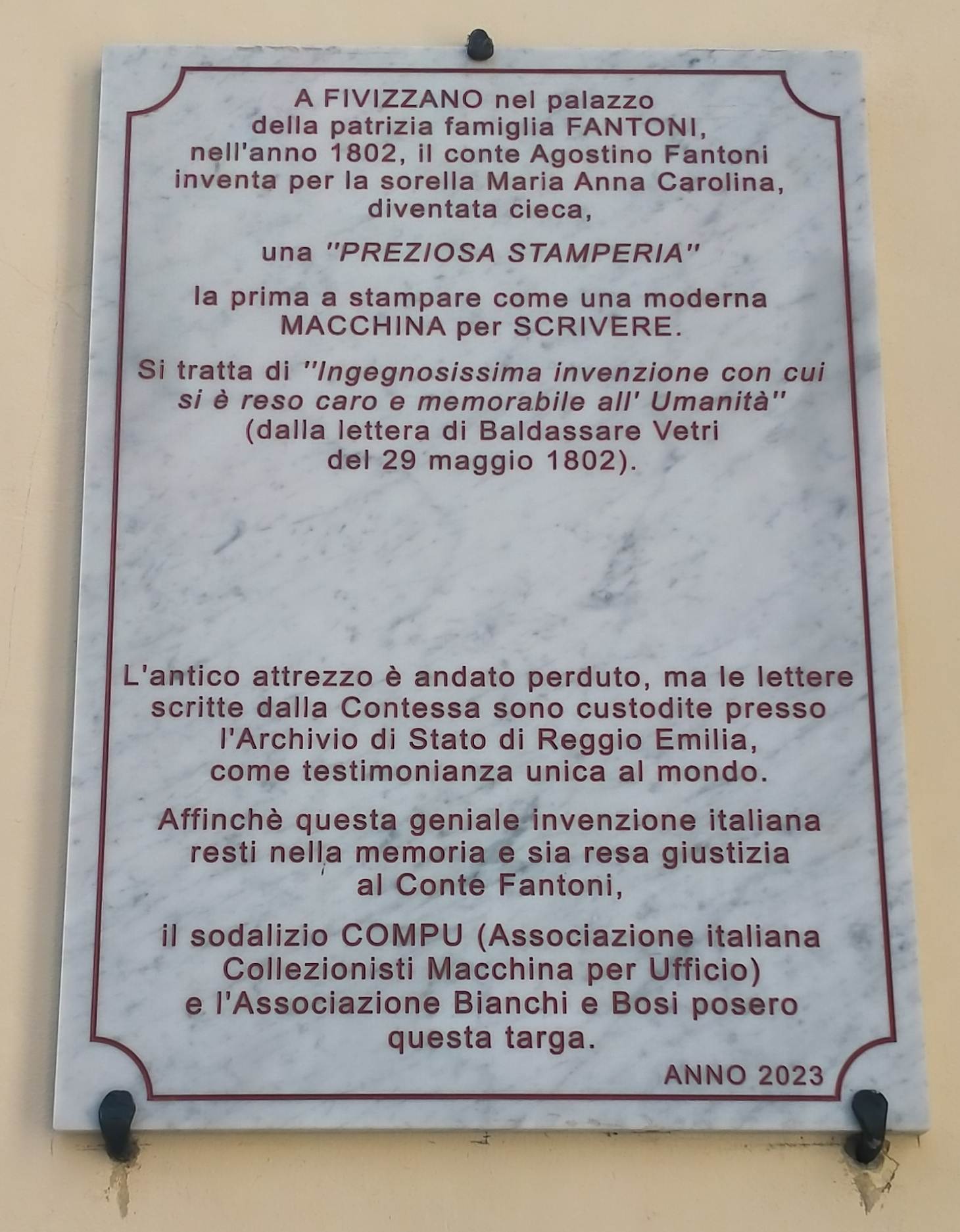
Targa che commemora l'invenzione della macchina da scrivere, presso Fivizzano

Anche Giuseppe Ravizza, al quale viene comunemente attribuita codesta invenzione, nel 1846, e cioè più di quaranta anni dopo, propagandava la propria invenzione di questa macchina, brevettata come cembalo scrivano, per motivi umanitari, cioè per far scrivere i ciechi.
Per comprendere chi sia l'inventore della macchina per scrivere è necessario, per quanto possibile, affidarsi ai documenti che sono giunti a noi: a favore del Ravizza c'è il brevetto registrato, mentre a favore del Fantoni, oltre alle lettere, non c'è nessuna testimonianza, poiché la macchina (preziosa stamperia) fu distrutta, ritenendola cosa inutile, dagli eredi di Pellegrino Turri, l'ingegnere amico che l'aveva perfezionata.
Un'altra persona a cui è stata attribuita l'invenzione della macchina per scrivere è Peter Mitterhofer, nativo di Parcines in Alto Adige.

### La produzione industriale

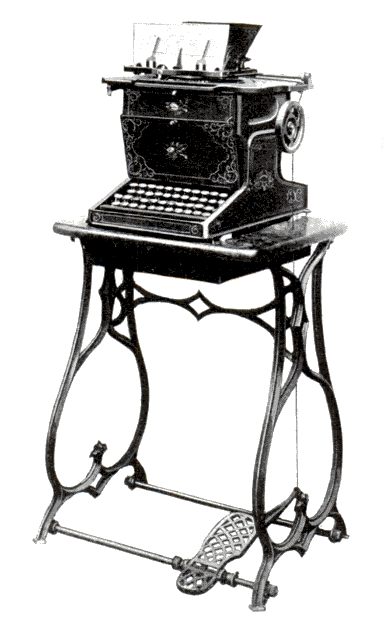
La Sholes and Glidden come prodotta dalla E. Remington and Sons

La macchina da scrivere Sholes and Glidden (conosciuta anche come Remington No. 1) è stata la prima macchina per scrivere di successo commerciale: nel 1865 Philo Remington trasformò in società per azioni la E. Remington and Sons, fabbrica d'armi, e volle diversificare la sua produzione. L'inventore statunitense Christopher Sholes, con l'aiuto dello stampatore Samuel W. Soule e del meccanico dilettante Carlos S. Glidden, provò a progettare una macchina per scrivere a partire dal 1867. Soule abbandonò subito dopo il progetto e venne sostituito da James Densmore, che comprò il brevetto e ne finanziò lo sviluppo. Dopo alcuni tentativi di produzione in serie falliti, la macchina venne rilevata nel 1873 dalla E. Remington and Sons e raggiunse la commercializzazione, dopo alcune rifiniture apportate dai nuovi proprietari, il 1º luglio 1874.

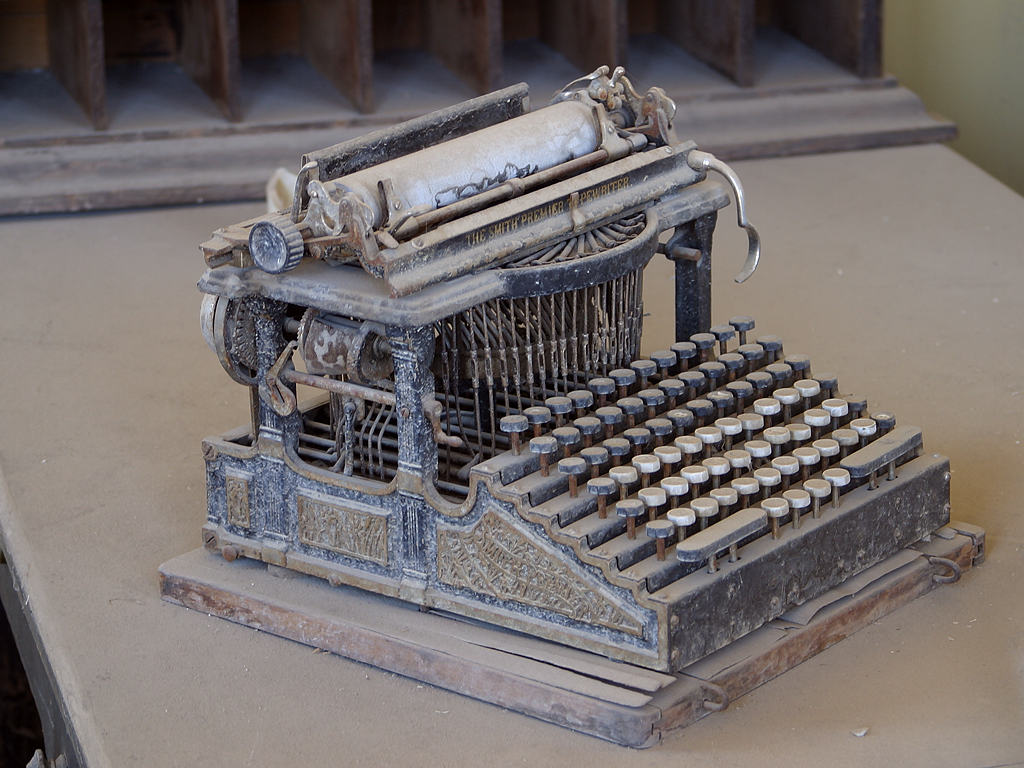
Smith Premier del 1889

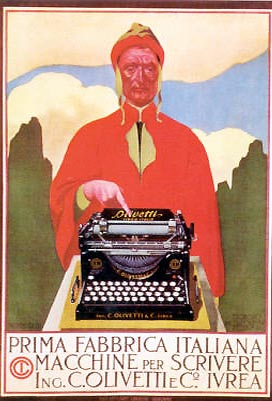
Manifesto della macchina per scrivere Olivetti M1

La società fu scissa in Remington Arms e Remington Typewriter Company. La Remington Rand venne creata nel 1927 dalla fusione delle Remington Typewriter Company, Rand Kardex Company e Powers Accounting Machine Company.

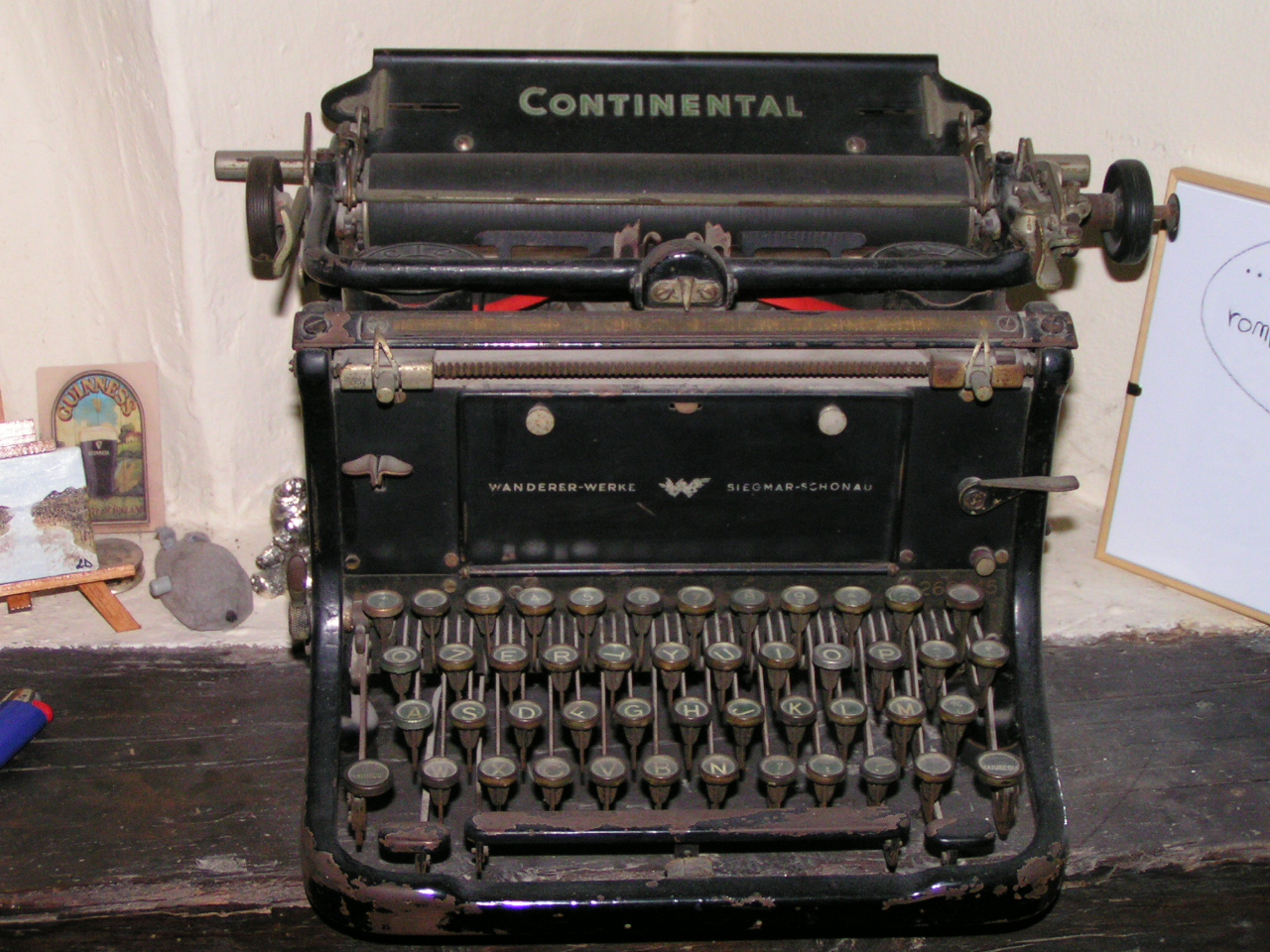
Macchina per scrivere di produzione tedesca, circa 1930

L'importanza degli standard di posizionamento dei tasti (per esempio: QWERTY, QWERTZ, QZERTY, AZERTY, C'HWERTY), per dattilografare a memoria, ossia senza doversi sforzare spesso per distinguere i tasti, e in secondo luogo per facilitare l'alternarsi ergonomico di mano destra e mano sinistra, è da allora sempre stata fondamentale, e tale rimane.
Nella maggior parte dei modelli meccanici ed elettromeccanici era presente una tastiera i cui tasti di scrittura premuti azionavano il corrispondente martelletto in grado di trasferire l'inchiostro da un nastro alla superficie della carta. A questo seguiva immediatamente l'avanzamento di uno scatto del carrello sul quale stava il foglio di carta, che veniva così posizionato in modo corretto per la stampa del carattere successivo. Era inoltre comune l'utilizzo della carta carbone, che consentiva di ottenere più copie conformi all'originale con una sola operazione di battitura.
Gli accessori di uso più frequente erano la "gomma" (a forma di sottile dischetto, per rimuovere con precisione l'errore), e il "bianchetto" (per coprire gli errori, e, dopo una rapida asciugatura, poter battere il carattere opportuno). I modelli di fascia alta, generalmente elettrici, erano dotati di dispositivo correttore con un apposito nastro.
Nel 1961, l'americana IBM sviluppò la Selectric, una macchina per scrivere elettromeccanica dotata di un unico elemento di scrittura a sfera in grado di offrire una velocità massima di battuta superiore alle contemporanee macchine a martelletti. Inoltre, la sfera si poteva rapidamente sostituire per cambiare il font. Olivetti adottò questa soluzione nel 1974 con la Lexikon 82.
Risale invece al 1976 il lancio della prima macchina per scrivere elettronica al mondo, la Olivetti ET 101. La gran parte dei modelli adottava, ancora una volta, un unico elemento di scrittura, ma a margherita, mantenendo la possibilità di sostituirlo rapidamente per cambiare il carattere; tuttavia, sono stati realizzati anche modelli a stampa termica (Canon Typestar), ad aghi (Olivetti CWP-1) o a getto d'inchiostro (Olivetti serie JetWriter). Alcune macchine per scrivere elettroniche erano dotate di un piccolo display in grado di visualizzare gli ultimi caratteri digitati, permettendo la correzione di errori prima della stampa. I modelli più avanzati e costosi avevano lettori di floppy disk per memorizzare testi lunghi e a volte monitor LCD o CRT; in questo caso sono noti anche con il nome di word processor.
Si noti infine che i termini elettrica e elettronica, relativamente alle macchine per scrivere, sono spesso confusi e usati erroneamente. Una elettrica è concettualmente simile a una manuale: la logica di controllo della scrittura è gestita interamente per via meccanica, ed è presente un piccolo motore elettrico che ruota costantemente a macchina accesa che ha il solo compito di fornire la forza motrice tramite l'albero principale a tutti i meccanismi. Non vi è traccia di componenti elettroniche, poiché il motore, solitamente a induzione, è alimentato direttamente alla tensione di rete. Una macchina per scrivere elettronica è invece simile a un computer molto semplificato ed è dotata come tale di una scheda madre che è il vero "cervello", dispositivi di input (tastiera elettronica) e di output (gruppo stampa) e una memoria, per quanto piccola. 
Basti pensare che la prima macchina per scrivere elettrica, la Cahill, venne prodotta nel 1900, mentre le elettroniche comparvero appunto negli anni Settanta con la diffusione dei circuiti integrati.